# 샌안토니오 스코피언스
샌안토니오 스코피언스 FC(San Antonio Scorpions FC)는 2010년에 창단된 미국의 프로 축구팀으로 텍사스주 샌안토니오를 연고지로 하고 있다. 2012년부터 2015년까지 북미 사커 리그에 참가 했다.

## 역대 홈경기장
| 경기장            | 사용기간      | 장소                | 팀명                  | 비고                |
| ----------------- | ------------- | ------------------- | --------------------- | ------------------- |
| 히어로즈 스타디움 | 2012년        | 텍사스주 샌안토니오 | 샌안토니오 스코피언스 | 빈칸                |
| 커마랜더 스타디움 | 2012년        | 텍사스주 샌안토니오 | 샌안토니오 스코피언스 | US 오픈컵때 사용함. |
| 도요타 필드       | 2013년~2015년 | 텍사스주 샌안토니오 | 샌안토니오 스코피언스 | 빈칸                |

## 역대 우승 기록
- 북미 축구 리그 준우승 : 2012